# 옥동 (울산)
옥동(玉洞)은 울산광역시 남구의 법정동이다. 서울, 부산을 통하는 울산시의 관문에 위치하며, 도농 복합적 형태의 주거지역으로 동면적의 73.5%가 산림으로 덮여있다. 울산지방법원, 검찰청, 울주군청, 근로청소년복지회관, 울산지방 노동사무소, 가족문화센터, 군부대 등 공공기관이 밀집되어 있고, 울산대공원, 문수축구경기장, 체육공원 등 대단위 위락시설이 위치해 있다.

## 연혁
1720년 숙종 46년에 와와리와 격동리의 두 마을이 있었다. 이후 정조 때는 와와, 옥현, 격동, 갈현으로 늘어났고, 순조 때는 상리가 늘어났으며, 고종 때는 와와, 옥현, 상리, 격동, 갈현으로 1914년 행정구역 개편때 이를 합하면서 옥동이라 하였다.
- 1720년 숙종 6년 - 와와리와 격동리로 분리
- 1914년 일제시대 - 울산군 옥리로 통합
- 1962년 6월 1일 - 울산시 옥동(시 승격)
- 1972년 10월 1일 - 두왕동 통합
- 1992년 1월 20일 - 삼호지역(와와마을)이 무거동으로 편입
- 1997년 7월 15일 - 울산광역시 남구 옥동(광역시 승격)

## 법정동
- 옥동
- 두왕동(斗旺洞)

## 교육
- 옥동초등학교
- 남산초등학교
- 옥동중학교
- 울산제일고등학교
- 옥서초등학교
- 격동초등학교

## 시설
- 울산문수축구경기장
- 울산대공원
- 울주군청

## 아파트
| 단지명                  | 건설사           | 시행사              | 주소                                                          | 입주              | 비고 |
| ----------------------- | ---------------- | ------------------- | ------------------------------------------------------------- | ----------------- | ---- |
| 옥동 서광               | ㈜서광건설산업   | ㈜서광건설산업      | 남구 문수로314번길 11                                         | 1998년 12월       |      |
| 옥동 현대               | 현대건설         | ㈜세한주택 현대건설 | 남구 문수로335번길 54                                         | 1997년 2월        |      |
| 옥동 롯데인벤스 로얄    | ㈜롯데기공       | ㈜대명산업개발      | 남구 문수로335번길 27                                         | 2006년 11월       |      |
| 대공원 롯데인벤스가     | ㈜롯데기공       | ㈜유한주택          | 남구 대공원로141번길 8 (1단지) 남구 대공원로99번길 25 (2단지) | 2006년 1월        |      |
| 옥동 경남아너스빌 ubc   | ㈜에스엠삼환기업 | 유비씨플러스㈜      |                                                               | 2026년 8월 (예정) |      |
| 대공원 호반베르디움 1차 | ㈜호반건설주택   | ㈜호반건설주택      |                                                               | 2019년 12월       |      |
| 대공원 호반베르디움 2차 | ㈜호반건설주택   | ㈜호반건설주택      |                                                               | 2019년 12월       |      |

## 같이 보기
- 포털:대한민국